# マレイ対ピアソン裁判
マレイ対ピアソン裁判 (Murray v. Pearson) はメリーランド州控訴裁判所で争われた裁判で、「メリーランド州は法曹教育の場を用意していたが、唯一の適切な教育機関から、その肌の色のみを理由として特定の人種の学生を排除した」かどうかが争点であった。控訴裁判所は1936年1月15日に下級審の「メリーランド州の法曹教育における人種分離は違法であり、大学は速やかに州内の学生すべてに開放されるべきである」という判断を支持する判決を下した

## 巡回裁判所
ドナルド・ゲインズ・マレイは1935年1月24日にメリーランド大学法科大学院への入学を志願したが、黒人であることを理由に拒絶された。拒絶理由書には「メリーランド大学はネグロの学生を認めておらず、受理できない」と書かれていた。また、たとえ他の州にあったとしても、法科大学院で学ぶことができる限り、プレッシー対ファーガソン裁判で確立された「分離すれども平等」という判例に基づく大学の義務は果たされるとも書かれていた。マレイは大学の理事会に抗議したが、受け入れられなかった。
アメリカ合衆国最古の黒人大学フラタニティであるアルファ・ファイ・アルファは社会活動の拡大の一環として、ベルフォード・ローソンを弁護人として1935年6月25日にマレイ対ピアソン裁判を提起した。法廷ではボルチモア全米黒人地位向上協会 (NAACP) のチャールズ・ハミルトン・ヒューストンとサーグッド・マーシャルがマレイの代理人を務めた。彼らはネイサン・ロス・マーゴールドが立案した『「分離すれども平等」の原則をアメリカ合衆国憲法修正第14条の平等保護条項をもって攻撃する』という戦略をこの裁判で初めて試した。マーゴールドは「1886年のイック・ウォ対ホプキンス裁判で判示された通り、平等保護を否定する制度や法律は違憲である」と結論づけていた。

巡回裁判所で、マーシャルはメリーランド州がマレイに対して合衆国憲法修正第14条で定められた「分離すれども平等」な教育を提供できていなかったと主張した。さらにマーシャルは、合衆国では法律が州ごとに異なるため、他の州にあるロー・スクールではメリーランド州で活動する弁護士を養成することはできないことと、メリーランド州はマレイが入学を許されるべき白人大学と同等の黒人向けロー・スクールを設けていないことを指摘し、以下のように述べた。
What's at stake here is more than the rights of my client. It's the moral commitment stated in our country's creed.
本裁判の争点は私の依頼人の権利だけではない。わが国の信条（憲法）に述べられている倫理的約束である。
巡回裁判所の判事は、大学総長レイモンド・A・ピアソンにマレイを法科大学院に受け入れるよう命じる職務執行令状を発行した。

## メリーランド州控訴裁判所への控訴
裁判はメリーランド州の最高裁判所にあたるメリーランド州控訴裁判所に上訴されたが、控訴裁判所は1936年に巡回裁判所の判決を支持する判断を下した。この判決は、メリーランド州の教育における分離は違法ではないとしつつ、その時点における合衆国憲法修正第14条の解釈に基づけば、メリーランド州は公的資金によって運営される施設では実質的に同等の処遇を提供すべきであるとした。メリーランド州は州内の学生に対して法科大学院をただ1つしか設けていなかったのであるから、この法科大学院はすべての人種の学生が利用できるべきであったと判示したのである

## 判決の影響
この判決は合衆国最高裁判所に上訴されなかったため、影響はメリーランド州外には及ばなかった。しかし、合衆国最高裁判所は1938年に同様の内容を扱ったミズーリ州に関するゲインズ対カナダ裁判に判示した。「同等のものを複数用意するのが困難な公共施設への平等なアクセスを要求する」というNAACPが採った法廷戦術は、後の裁判で異なる結果に繋がった。1937年にメリーランド州控訴裁判所に提訴されたウィリアムズ対ジマーマン裁判では、マーシャルはボルチモア郡に黒人高校がないため白人高校を黒人学生に開放すべきであると主張したが敗訴した。一方、1952年にはボルチモア市にあるボルチモア工科大学を黒人にも開放すべきという判決が下りた。最終的に、米国全土での差別撤廃を求める判決は1954年のブラウン対教育委員会裁判まで待たねばならなかった。ブラウン対教育委員会裁判では、マレイ対ピアソン裁判と同様にプレッシー対ファーガソン裁判で確立された「分離すれども平等」の原則は合衆国憲法修正第14条の平等保護条項に反すると判示された。